# 韋恩賴特 (阿拉巴馬州)
韋恩賴特（英語：Wainwright）是一個位於美國阿拉巴馬州門羅縣的非建制地區。該地的面積和人口皆未知。

## 地理
韋恩賴特的座標為31°38′57″N 87°29′13″W / 31.64917°N 87.48694°W，而該地的平均海拔高度為60米（即210英尺）。